# Quyền Anh tại Thế vận hội Mùa hè 2008
Giải quyền Anh tại Thế vận hội Mùa hè 2008 diễn ra từ ngày 9 đến ngày 24 tháng 8 năm 2008.

## Bảng huy chương
| Nội dung           | Vàng                                  | Bạc                             | Đồng                               |
| ------------------ | ------------------------------------- | ------------------------------- | ---------------------------------- |
| Hạng ruồi nhẹ      | Zou Shiming · Trung Quốc              | Pürevdorjiin Serdamba · Mông Cổ | Paddy Barnes · Ireland             |
| Hạng ruồi nhẹ      | Zou Shiming · Trung Quốc              | Pürevdorjiin Serdamba · Mông Cổ | Yampier Hernández · Cuba           |
| Hạng ruồi          | Somjit Jongjohor · Thái Lan           | Andry Laffita · Cuba            | Georgy Balakshin · Nga             |
| Hạng ruồi          | Somjit Jongjohor · Thái Lan           | Andry Laffita · Cuba            | Vincenzo Picardi · Ý               |
| Hạng gà            | Enkhbatyn Badar-Uugan · Mông Cổ       | Yankiel León · Cuba             | Bruno Julie · Mauritius            |
| Hạng gà            | Enkhbatyn Badar-Uugan · Mông Cổ       | Yankiel León · Cuba             | Veaceslav Gojan · Moldova          |
| Hạng lông          | Vasyl Lomachenko · Ukraina            | Khedafi Djelkhir · Pháp         | Yakup Kılıç · Thổ Nhĩ Kỳ           |
| Hạng lông          | Vasyl Lomachenko · Ukraina            | Khedafi Djelkhir · Pháp         | Shahin Imranov · Azerbaijan        |
| Hạng nhẹ           | Aleksei Tishchenko · Nga              | Daouda Sow · Pháp               | Hrachik Javakhyan · Armenia        |
| Hạng nhẹ           | Aleksei Tishchenko · Nga              | Daouda Sow · Pháp               | Yordenis Ugás · Cuba               |
| Hạng bán trung nhẹ | Manuel Félix Díaz · Cộng hòa Dominica | Manus Boonjumnong · Thái Lan    | Roniel Iglesias · Cuba             |
| Hạng bán trung nhẹ | Manuel Félix Díaz · Cộng hòa Dominica | Manus Boonjumnong · Thái Lan    | Alexis Vastine · Pháp              |
| Hạng bán trung     | Bakhyt Sarsekbayev · Kazakhstan       | Carlos Banteaux Suárez · Cuba   | Hanati Silamu · Trung Quốc         |
| Hạng bán trung     | Bakhyt Sarsekbayev · Kazakhstan       | Carlos Banteaux Suárez · Cuba   | Kim Jung-Joo · Hàn Quốc            |
| Hạng trung         | James DeGale · Anh Quốc               | Emilio Correa · Cuba            | Darren Sutherland · Ireland        |
| Hạng trung         | James DeGale · Anh Quốc               | Emilio Correa · Cuba            | Vijender Kumar · Ấn Độ             |
| Hạng bán nặng      | Zhang Xiaoping · Trung Quốc           | Kenneth Egan · Ireland          | Tony Jeffries · Anh Quốc           |
| Hạng bán nặng      | Zhang Xiaoping · Trung Quốc           | Kenneth Egan · Ireland          | Yerkebuian Shynaliyev · Kazakhstan |
| Hạng nặng          | Rakhim Chakhkiev · Nga                | Clemente Russo · Ý              | Osmay Acosta · Cuba                |
| Hạng nặng          | Rakhim Chakhkiev · Nga                | Clemente Russo · Ý              | Deontay Wilder · Hoa Kỳ            |
| Hạng siêu nặng     | Roberto Cammarelle · Ý                | Zhang Zhilei · Trung Quốc       | Vyacheslav Glazkov · Ukraina       |
| Hạng siêu nặng     | Roberto Cammarelle · Ý                | Zhang Zhilei · Trung Quốc       | David Price · Anh Quốc             |